# Chaokewula
Chaokewula (kinesiska: 朝克乌拉, 朝克乌拉苏木) är en socken i Kina. Den ligger i den autonoma regionen Inre Mongoliet, i den norra delen av landet, omkring 590 kilometer nordost om regionhuvudstaden Hohhot. Antalet invånare är 2541. Befolkningen består av 1 165 kvinnor och 1 376 män. Barn under 15 år utgör 15,0 %, vuxna 15-64 år 80 %, och äldre över 65 år 3,0 %.
Genomsnittlig årsnederbörd är 444 millimeter. Den regnigaste månaden är juli, med i genomsnitt 109 mm nederbörd, och den torraste är januari, med 5 mm nederbörd.